# Lax (Valais)
Lax é uma comuna da Suíça, no Cantão Valais, com cerca de 298 habitantes. Estende-se por uma área de 5,0 km², de densidade populacional de 59,4 hab/km². Confina com as seguintes comunas: Betten, Ernen, Fiesch, Grengiols, Martisberg. 
A língua oficial nesta comuna é o Alemão.